# Dock 13
Dock 13 est une série télévisée française en 20 épisodes de 52 minutes créée par Sylvie Ayme, Fred Demont et Franck Buchter, diffusée du 9 février 2003 au 22 juin 2003 sur M6, puis rediffusée sur Série Club, Téva, TF6 et W9.

## Distribution
- Pascal Mottier : Romain
- Oumar N'Diaye : Max
- Audrey Hamm : Carole
- Tom Hygreck : Manu
- Pascal Liger : Léo
- Nicolas Villena : Éric
- Laurent Salsac : Joseph
- Virgile Bayle : Paul
- Léa Bosco : Claire
- Laurence Cormerais : Marianne
- Elric Covarel Garcia : Martial
- Guillaume Delorme : Antoine
- Isabelle Vitari : Emma
- Hyam Zaytoun : Iman

## Épisodes
1. Pilote
2. Le Grand Saut
3. Haine et Mépris
4. Tromper n'est pas jouer
5. Avec ou sans toi
6. Amours contrariées
7. Une nouvelle vie
8. Le Choix de Marianne
9. Rivalités
10. L'Intrus
11. Jalousies
12. Frères et Sœurs
13. Sans pitié
14. Une vie brisée
15. L'Ex-femme de ma vie
16. Destins croisés
17. Libre d'aimer
18. Par amour
19. Le Refus
20. À jamais et pour toujours